# ريكاردو سانتوس (لاعب غولف)
ريكاردو سانتوس هو لاعب غولف برتغالي، ولد في 7 سبتمبر 1982 في فارو في البرتغال.

## وصلات خارجية
- ريكاردو سانتوس على موقع رابطة أوروبا للاعبي الغولف المحترفين (الإنجليزية)
- ريكاردو سانتوس على موقع التصنيف العالمي الرسمي للغولف (الإنجليزية)